# Герб Підволочиська
Герб Підволочиська — символ селища міського типу Підволочиськ. Зараз офіційною вважається версія Олега Холода. Проте герб в цій версії втратив один компонент — ідол Святовида.

## Опис
На синьому щиті, колір якого символізує небо (як символ свободи) зображений міст через річку Збруч, який розділяє Волочиськ (колись у складі Російської імперії) і Підволочиськ (колись у складі Австро-Угорщини). Хрест символізує християнство.

## Герб з ідолом
Сучасний герб Підволочиська розробив Олег Холод. На синьому щиті, зображений міст через річку Збруч, який розділяє Волочиськ (колись у складі Російської імперії) і Підволочиськ (колись у складі Австро-Угорщини). Нижче — ідол Святовида («Збруцький ідол»), який було знайдено у річці Збруч у 1848 році. Хрест символізує християнство.

## Інша версія
Автором цієї версії є Тарас Мокрій, створена у 2001 році, потребує доопрацювання.

### Опис
На синьому овальному щиті зображена золотого кольору динамічна фігура бога торгівлі й зв'язку Меркурія. Щит оповитий рослинним орнаментом, який складається з гілок калини, що є символом України і жіночого начала, та дуба — символу могутності й чоловічого начала. Золотий хрест угорі символізує перемоги християнства. Золотий тризуб — символ Соборності України, а золотий галицький лев — символ ЗУНР. Дата 1463 рік — перша згадка про поселення Волочиськ. Потребує доопрацювання.

## Історія
З XVIII, чи навіть XVII ст. до 1816 року громади Підволочиська та Волочиська користувалися спільним міським гербом св. Агати (фігура жінки на хмарі з німбом, у піднятій правиці оливкова гілка, у лівиці чаша з вогнем).
За матеріалами робіт В. Панченко історичний герб Підволочиська (1871 р) — у синьому полі Меркурій з кадуцеєм в руці — алегорія торгівлі і комунікацій. У 1871 році в Підволочиську побудована залізнична станція, що можливо послужило приводом для прийняття герба.
Пізніше, В. Панченко у своїй книзі «Старовинні герби українських міст» 2018 року приводив іншу реконструкцію герба по друку другої половини XIX століття. Це та ж алегорія торгівлі і комунікацій, але вже не Меркурій, а жінка, яка сидить, з кадуцеєм в руці і з щитом, на якому зображений якір.
Містечко у 1859 році отримало ґміну та ґмінний герб. Він являв собою панну, що сидить на троні. У руках вона тримає символи Меркурія — давньоримського бога ремесла і торгівлі. Лівою рукою вона опирається на овальний щит з якорем та ланцюгом. Це очевидно мало символізувати зв’язок з «перлиною коло моря» — Одесою. Саме цей герб і був розташований на міській ратуші, збудованій у 1909 році.
У радянські часи у містечка був відсутній герб.

## Галерея
- Герб за печаткою 1793 року (реконструкція А. Гречила).

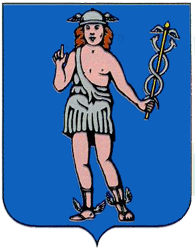
Герб 1871 р. Меркурій з кадуцеєм у руці.
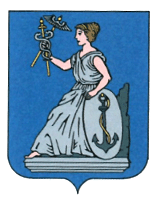
Ґмінний герб від 1859 р.
- Герб, створений у 2001 році (автор Т. Мокрій).